# Bonaventure (district électoral du Canada-Uni)
Pour les articles homonymes, voir Bonaventure.
Circonscription électorale provinciale du Canada
Bonaventure est un district électoral de l'Assemblée législative de la province du Canada.

## Liste des députés
| Années | Années      | Député                 | Affiliation   |
| ------ | ----------- | ---------------------- | ------------- |
|        | 1841 - 1844 | John Robinson Hamilton | Antiunioniste |
|        | 1844 - 1848 | John Le Boutillier     | Tory          |
|        | 1848 - 1851 | William Cuthbert       | Tory          |
|        | 1851 - 1854 | David Le Boutillier    | Réformiste    |
|        | 1854 - 1858 | John Meagher           | Réformiste    |
|        | 1858 - 1861 | John Meagher           | Réformiste    |
|        | 1861 - 1863 | Théodore Robitaille    | Bleu          |
|        | 1863 - 1867 | Théodore Robitaille    | Bleu          |